# هری پاتر و تالار اسرار (موسیقی متن)
| بررسی انتقادی  | بررسی انتقادی |
| منبع           | رتبه‌بندی      |
| -------------- | ------------- |
| Filmtracks     | 4/5 ستاره     |
| Movie Music UK | 5/5 ستاره     |
| Movie Wave     | 4/5 ستاره     |
| SoundtrackNet  | 4/5 ستاره     |

هری پاتر و تالار اسرار: موسیقی متن اصلی فیلم (انگلیسی: Harry Potter and the Chamber of Secrets) یک موسیقی فیلم برای فیلم ۲۰۰۲ با همین نام است، که توسط جان ویلیامز آهنگسازی و توسط ویلیام راس تهیه شده‌است.
این آلبوم در ۱۲ نوامبر ۲۰۰۲ توسط نانساچ رکوردز و آتلانتیک رکوردز منتشر شد و نامزد دریافت یک جایزه گرمی شد. آلبوم همچنین به رتبه ۸۱ در بیلبورد ۲۰۰ ایالات متحده آمریکا رسید.

## قطعه‌ها
| شماره      | نام                                       | مدت   |
| ---------- | ----------------------------------------- | ----- |
| ۱.         | «مقدمه: کتاب دوم و فرار از خانه دورسلی‌ها» | ۳:۳۱  |
| ۲.         | «فاوکسِ ققنوس»                             | ۳:۴۵  |
| ۳.         | «تالار اسرار»                             | ۳:۴۹  |
| ۴.         | «گیلدروی لاکهارت»                         | ۲:۰۵  |
| ۵.         | «ماشین پرنده»                             | ۴:۰۸  |
| ۶.         | «کوچه ناکترن»                             | ۱:۴۷  |
| ۷.         | «آشنایی با کالین»                         | ۱:۴۹  |
| ۸.         | «کلوپ دوئل»                               | ۴:۰۸  |
| ۹.         | «دابی جن خانگی»                           | ۳:۲۷  |
| ۱۰.        | «عنکبوت‌ها»                                | ۴:۳۲  |
| ۱۱.        | «مارتل گریان»                             | ۲:۰۵  |
| ۱۲.        | «ملاقات با آراگوگ»                        | ۳:۱۸  |
| ۱۳.        | «تولد دوباره فاوکس»                       | ۳:۱۹  |
| ۱۴.        | «دیدار با ریدل»                           | ۳:۳۸  |
| ۱۵.        | «پیکسی‌های بازیگوش»                        | ۲:۱۳  |
| ۱۶.        | «معجون مرکب پیچیده»                       | ۳:۵۲  |
| ۱۷.        | «کیک برای کراب و گویل»                    | ۳:۳۰  |
| ۱۸.        | «دوئل با باسیلیسک»                        | ۵:۰۲  |
| ۱۹.        | «دیدار مجدد دوستان»                       | ۵:۰۸  |
| ۲۰.        | «دنیای شگفت‌انگیز هری»                     | ۵:۰۲  |
| مجموع مدت: | مجموع مدت:                                | ۷۰:۰۸ |